# 苔亚团黑粉菌
苔亚团黑粉菌（学名：Tolyposporium aterrimum）是属于黑粉菌目黑粉菌科亚团黑粉菌属的一种真菌，寄生在苔草属植物上。该种分布于中国、日本、印度、挪威、瑞典、芬兰、俄罗斯、斯洛伐克、匈牙利、瑞士、法国、西班牙、意大利、罗马尼亚、美国等地。